# FLM (dal)
Az FLM című dal a brit Mel & Kim nevű pop duó 3. kimásolt kislemeze az azonos címet viselő F.L.M című stúdióalbumról. A dal 1987. június 27-én jelent meg. A dalt a Stock Aitken Waterman trió írta. A dal a 7. helyezést érte el a brit kislemezlistán.
A dal címe egy rövidítés, mely az F (fun) L (love) M (money) kifejezéseket szimbolizálja, azonban a duó az album felvétele során gyakran használta a F(fucking) L (lovely) M (me) kifejezéseként.
Mivel Melnél 1987 júniusában rákot diagnosztizáltak, így a duó nem készített hivatalos videoklipet a dalhoz, hanem az FLM élő felvételeiből, valamint a "Respectable" és a "Showing Out (Get Fresh at the Weekend)" videóiból vágták össze az új videót. A klipben egy detektív szerepet játszó férfi is látható, valamint a duóra hasonlító bábok. AZ "FLM" a duó által hivatalosan megjelent utolsó kislemez.

## UK megjelenések
7" (SUPE 113)
1. "F.L.M."
2. "F.L.M." (instrumental/Senza Voce)

12" (SUPE T 113)
1. "F.L.M." (Extended mix)
2. "F.L.M." (Club mix)
3. "F.L.M." ([original] Dub mix)

12" picture disc (SUPE TP 113)
1. "F.L.M." (Extended mix)
2. "F.L.M." (Club mix)
3. "F.L.M." ([original] Dub mix)

12" remix (SUPE TX 113)
1. "F.L.M." (Two Grooves Under One Nation remix/Chic Le Freak mix)
2. "F.L.M." ([Two Grooves Under One Nation] Dub mix)

Cassette single (CSUPE113)
1. "F.L.M." (Auto Mix)
2. "Showing Out/Respectable" Megamix
3. "F.L.M." (7" version)

## Hivatalos verziók
- Album version 3:55
- 7" version 3:33
- Instrumental/Senza Voce 3:35
- Extended mix 7:50
- Club mix 5:37
- [original] Dub mix 4:00
- Auto mix 7:24
- Two Grooves Under One Nation remix/Chic Le Freak mix) 8.10 – mixed with Chic's Le Freak
- [Two Grooves Under One Nation] Dub mix 4:30

## Slágerlista
| Slágerlista (1987)                  | Legjobb helyezések |
| ----------------------------------- | ------------------ |
| Australia (Australian Music Report) | 19                 |
| Belgium (Ultratop Flanders)         | 7                  |
| Denmark (IFPI)                      | 10                 |
| Germany (GfK Entertainment Charts)  | 17                 |
| Ireland (IRMA)                      | 4                  |
| Netherlands (Single Top 100)        | 11                 |
| New Zealand (Recorded Music NZ)     | 7                  |
| Switzerland (Schweizer Hitparade)   | 16                 |
| UK (Official Charts Company)        | 7                  |